# Glen Foll
Glen Foll (* 23. September 1962 in New Westminster) ist ein australischer Eishockeyspieler.

## Karriere

### International
Foll spielte von 1988 bis 2006 für die australische Nationalmannschaft.